# Louis François Dauprat
Louis François Dauprat (ur. 24 maja 1781 w Paryżu, zm. 16 lipca 1868 tamże) – francuski kompozytor, wirtuoz gry na rogu naturalnym. Profesor Konserwatorium Paryskiego w latach 1816–1842. Autor kilku traktatów poświęconych grze na rogu.

## Życiorys
Louis François Dauprat urodził się 24 maja 1781 roku w Paryżu jako syn Charles’a Benoît Dauprata i Adrienne Frazé. Obdarzony mocnym, czystym głosem został w kwietniu 1793 roku członkiem chóru chłopięcego przy katedrze Notre-Dame, pozostając w składzie zespołu do listopada tego samego roku. Będąc jeszcze dzieckiem, zainteresował się grą na rogu naturalnym. W 1796 roku wstąpił do Konserwatorium Paryskiego, aby studiować grę na tym instrumencie. Jego profesorem był Johann Joseph Kenn, jeden z najlepszych ówczesnych specjalistów w grze na rogu. Po sześciu miesiącach nauki został członkiem zespołu, który Bernard Sarrette, dyrektor konserwatorium, włączył w skład orkiestry Élèves de Mars. 24 października 1797 roku zdobył pierwszą nagrodę Konserwatorium Paryskiego w kategorii rogu. W 1799 roku został członkiem orkiestry gwardii przybocznej Napoleona, biorąc udział w kampanii włoskiej w 1800 roku. Po powrocie do Paryża odszedł z wojska i został członkiem orkiestry Théâtre Montansier. W tym samym czasie powrócił do Konserwatorium Paryskiego, gdzie pobierał lekcje harmonii pod kierunkiem Catela. Następnie został przyjęty do klasy kompozycji w pod kierunkiem François-Josepha Gosseca, studiując w pełnym wymiarze godzin. W latach 1806–1808 pracował w Théâtre de Bordeaux, po czym wrócił do Paryża, zastępując na stanowisku dyrektora Opery Paryskiej Johanna Josepha Kenna, który przeszedł na emeryturę. Stanowisko to piastował do około 1830 roku. W 1811 roku został powołany na członka honorowego kapeli cesarza Napoleona. W 1816 roku został członkiem kapeli króla Ludwika XVIII. 1 kwietnia tego samego roku został profesorem katedry rogu w Konserwatorium Paryskim. Wkrótce po przejściu Frédérica Nicolasa Duvernoya na emeryturę, Dauprat objął stanowisko waltornisty solowego Opery Paryskiej. W 1831 odszedł z opery w związku ze zmienionymi warunkami pracy, jakie wprowadziła jej nowa administracja. W 1833 roku kapelmistrz Ferdinando Paër powołał Dauprata na stanowisko waltornisty basowego w nowym królewskim zespole Ludwika Filipa I. 15 listopada 1842 roku Dauprat odszedł z Konserwatorium Paryskiego na emeryturę.
3 września 1852 roku decyzją prefektury Sekwany uzyskał zezwolenie na pobyt czasowy w Turcji i w Egipcie.
16 lipca 1868 roku zmarł w swoim domu przy ulicy Four w 6. dzielnicy Paryża. Miał 87 lat. Pozostawił wdowę Florę Armand.

## Twórczość

### Dzieła muzyczne

#### Koncerty
- I koncert na róg altowy lub basowy i orkiestrę (op. 1)
- II koncert na róg basowy i orkiestrę F-dur (op. 9)
- III koncert na róg altowy i basowy i orkiestrę E-dur (op. 18)
- IV koncert na róg i orkiestrę F-dur Punto in memoriam (op. 19)
- V koncert na róg basowy E-dur (op. 21)[4]

#### Utwory kameralne I solowe
- sonata na fortepian i róg (op. 2)
- sonata na róg i harfę (op. 3)
- 3 wielkie tria na róg E-dur (op. 4)
- musicale tableau lub scena-duo na fortepian i róg (op. 5)
- 3 kwintety na róg, dwoje skrzypiec, altówkę i wiolonczelę (op. 6)
- duo na róg i fortepian (op. 7)
- 6 kwartetów I 6 triów na róg w różnych tonacjach (op. 8)
- 10 wielkich sekstetów na róg w różnych tonacjach (op. 10)
- 3 utwory solowe na róg altowy lub basowy z podwójnym akompaniamentem fortepianu lub orkiestry (op. 11)
- 2 utwory solowe i duo na róg basowy D-dur, róg basowy D-dur i róg altowy G-dur, z akompaniamentem fortepianu lub orkiestry (op. 12)
- 6 dużych duo na rogi Es-dur (op. 13)
- 20 duo na rogi w mieszanych tonacjach (op. 14)
- tria na 2 rogi altowe G-dur i F-dur oraz na róg basowy C-dur, z akompaniamentem fortepianu lub orkiestry (op. 15)
- 3 utwory solowe na róg altowy E-dur w 3 różnych skalach (op. 16)
- 3 utwory solowe na róg altowy E-dur w 3 innych skalach (op. 17)
- 2 utwory solowe odpowiednio do 2 typów (op. 20)
- wariacje na róg i harfę nt. arii szkockiej (z La Dame Blanche) (op. 22)
- I temat wariacyjny oraz rondo-bolero z akompaniamentem fortepianu lub orkiestry (op. 23)
- II temat wariacyjny zakończony rondem (op. 24)
- 3 melodie na róg i fortepian (op. 25)
- wielkie tria na rogi (op. 26)
- concertino (op. posth.)
- balet
- symfonia[4]

### Rozprawy
- Méthode de Cor alto et Cor basse (wyd. 1824)[5] lub Méthode de Cor[6]
- Du cor à pistons. Extrait d'un Traité théorique et pratique de cet instrument[7]